# Đo âm thanh hố khoan

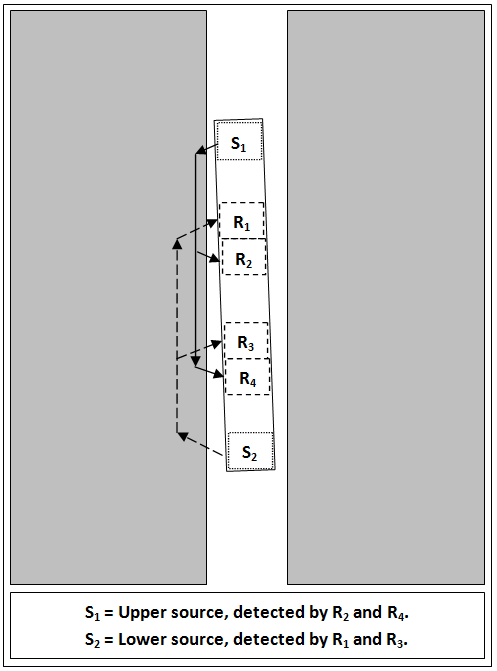
Đầu đo âm thanh hố khoan 2 kênh, nhưng có 2 nhóm phát thu đối nhau

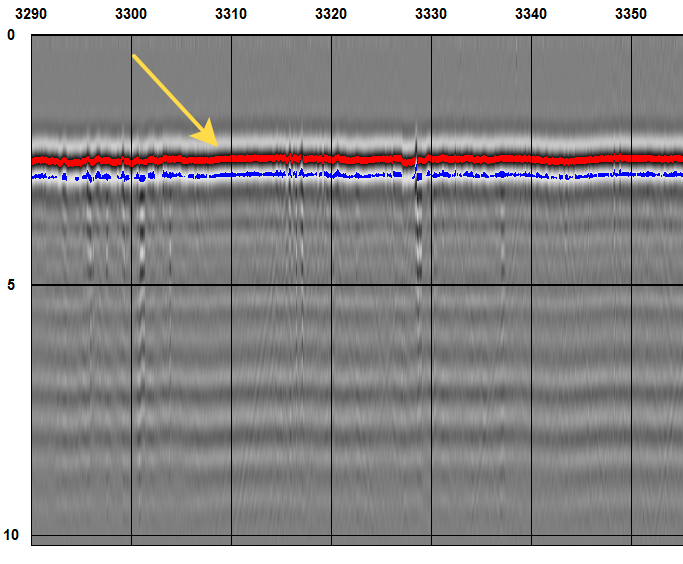
Kết quả đo âm thanh hố khoan thông thường (Sonic log)

Đo âm thanh hố khoan (Sonic log) là một thành phần của Địa vật lý hố khoan, thực hiện phát sóng âm thanh vào thành hố khoan, và thu nhận sóng tại các điểm thu ở cách nguồn phát những khoảng cách nhất định. Kết quả đo là các đường ghi chấn động, từ đó xác định ra thời gian truyền của sóng P (sóng dọc) và có thể cả sóng S (sóng ngang) .
Thời gian truyền và tốc độ truyền sóng trong đất đá liên quan chặt chẽ đến tính chất đàn hồi và trạng thái nứt nẻ hay độ rỗng của đất đá. Vì thế phương pháp được ứng dụng trong các khảo sát:
- Trong thăm dò địa chất và tìm kiếm dầu khí, đo âm thanh là một trong các phương tiện đánh giá độ rỗng đất đá. Khi gặp đới độ rỗng cao, thì nếu kết quả đo điện trở suất hố khoan tại đó là cao thì là chứa dầu khí, thấp thì là chứa nước.
- Trong khảo sát địa chất công trình (Engineering geology) thì thu được tốc độ truyền sóng Vp, Vs để tính các tham số đàn hồi (Elastic Modulus) của đất đá.

## Nội dung phương pháp
Các đầu thu phát (probe) được chế tùy theo yêu cầu và mức độ chi tiết nghiên cứu cần đạt được, và thường được các hãng chế tạo thành probe thương phẩm. Hệ thu phát thường có ít nhất 2 điểm thu đặt ở các khoảng cách khác nhau. Có các biến thể chính:
- Loại xác định ra thời gian truyền sóng dọc là chính, thì thường dùng siêu âm, đầu thu và phát bằng gốm áp điện, trong đó đầu thu thường gọi là đầu thu sóng địa chấn trong nước (hydrophone).
- Thu toàn sóng (Full Waveform) tại nhiều điểm, từ đó cho ra hình ảnh hồi âm quanh hố khoan. Ví dụ đầu đo QL40-FWS Full Waveform Sonic [2] thu sóng 4 kênh.
- Dùng nguồn phát sóng ngang, và thu sóng dọc P bằng hydrophone, thu sóng ngang S bằng đầu thu sóng địa chấn cơ điện, để tính ra tốc độ truyền sóng tương ứng, từ đó xác định tham số đàn hồi phục vụ khảo sát địa chất công trình.

## Phương pháp thực hiện

### Các dạng đo phổ biến
Có nhiều thiết bị đo âm thanh phục vụ các mức độ nghiên cứu khác nhau. Phần lớn là xác định sóng đến đầu tiên, tức sóng dọc P. Từ thời gian gian truyền sóng xác định ra tốc độ truyền sóng V, là đại lượng có quan hệ trực tiếp với độ rỗng đất đá. Nó phục vụ nghiên cứu địa tầng, đánh giá mức độ chứa dầu khí, tham số trong địa chất công trình,...
- Dạng đơn giản nhất, chỉ xác định thời gian truyền sóng.
- Dạng thu toàn sóng, như đầu đo QL40-FWS Full Waveform Sonic [2], thu sóng 4 kênh và cho ra hình ảnh hồi âm quanh hố khoan, cũng như xác định các sóng P và S, từ đó tính ra các tham số đàn hồi.
- Dạng đo mới nhất ra đời năm 2019 gọi là Acoustic Televiewer thực hiện ghi lại hình ảnh âm thanh 3D không bị che khuất của thành lỗ khoan, như đầu đo QL40-ABI-2G.[3]

### Suspension PS Logging

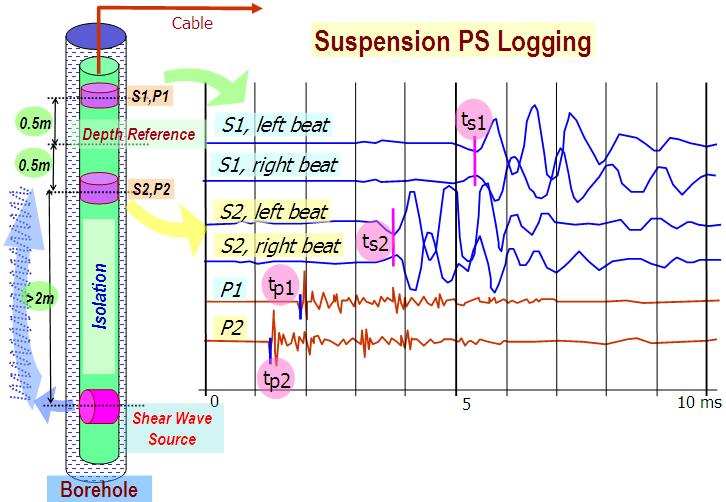
Suspension PS Logging

Suspension PS Logging hay PS Log là hệ thống đo thí nghiệm địa chấn ở hố khoan sâu trên 50 m. Ở độ sâu này các phép đo với nguồn trên mặt đất không cho ra sóng có cường độ đủ mạnh, cũng như đường tia sóng quá dài gây sai số tích lũy trong số liệu.
Hệ thống đo được các nhà nghiên cứu của OYO Corporation (Nhật Bản) phát triển vào giữa những năm 1970.
Đầu đo gồm có nguồn phát sóng ngang (Shear Wave) dạng búa điện (Solenoid hammer), và hai nhóm đầu thu đặt cách nguồn trên 2 m, là "S1,P1" và "S2,P2", nối lên mặt đất bằng cáp nhiều ruột. Mỗi nhóm có 1 hydrophone thu sóng dọc P, và 1 geophone thu sóng ngang S. Hai nhóm cách nhau 1 m, và điểm giữa chúng là điểm tham chiếu độ sâu (depth reference) cho kết quả đo.
Khoảng nối các phần tử trên làm bằng vật liệu cách âm (Isolation) để ngăn sóng truyền trực tiếp dọc theo đầu đo. Tổng bề dài đầu đo 6-7m. Nó không có càng ép thành hố khoan, nên chỉ làm việc ở đoạn có dung dịch khoan.
Nguồn phát sóng ngang Solenoid hammer phát xung có băng tần 100–1000 Hz, đặt ở dưới cùng. Khi sóng phát ra gặp thành hố khoan sẽ phát sinh trao đổi sóng, cho ra sóng dọc P và sóng ngang SH, lan trong đất đá và khúc xạ về các đầu thu.
Tại mỗi điểm đo thực hiện với hai hướng phát sóng ngang Left và Right Beat. Kết quả ghi tại mỗi điểm độ sâu là băng ghi của hai lần đập, được dùng cho vạch sóng xác định thời gian truyền tp, ts.
Cách bố trí thu của đầu đo PS Log cho phép vạch sóng theo cực trị để xác định ra t1 và t2, và có thể thực hiện tự động bằng phần mềm, nhờ đó tính ngay được tốc độ Vp, Vs, là V= 1/[t2 - t1].